# Орден Славы (группа)
«Орден Славы» — российская рок-группа, созданная Вячеславом Бутусовым в 2017 году. Дебютная пластинка группы получила название «Аллилуия».

## История
26 февраля 2017 года Вячеслав Бутусов объявил о распаде группы «Ю-Питер»   и собрал новый коллектив в который вошли: Вячеслав Суори (гитара), Руслан Гаджиев (бас) и Денис Маринкин (барабаны). Таким составом был записан сборник «Гудбай, Америка!», изданный в честь 35-летия группы Nautilus Pompilius и включающий её песни в новых аранжировках. В течение последующего гастрольного тура группа оставалась безымянной.
Название нового коллектива было озвучено 3 сентября 2019. В этот же день был запущен краудфандинговый проект, целью которого стал сбор средств на выпуск нового альбома. 15 ноября 2019 года выпущен дебютный альбом «Аллилуия».
Песенный репертуар группы включает в себя, помимо собственных, песни на стихи известных поэтов. Так, в альбоме «Аллилуия» представлено два варианта исполнения стихотворения Александра Пушкина — «Я помню чудное мгновенье». В песнях есть много отсылок на известных поэтов и писателей. Так, в песне «Идиот» поётся о Ф. М. Достоевском и его героях.
29 марта 2022 Денис Маринкин объявил в соцсетях, что покидает коллектив. Последний концерт с его участием состоялся 31 марта 2022 в Мурманске.
4 июня, на концерте в Москве, Вячеслав Бутусов представил нового барабанщика группы Дмитрия Рахматуллина, для которого этот концерт был первым в составе группы.
4 декабря 2021 года в подмосковном Crocus City hall прошло выступление группы к 60-летию Бутусова, а 6 апреля 2022 вышло концертное видео. Концерт почти полностью состоял из песен первой группы Бутусова Nautilus Pompilius, так музыкальный критик Алексей Мажаев в рецензии отметил: «плейлист вызовет трепет у любого давнего поклонника «Наутилуса». Альбом «Ордена Славы» «Аллилуия» (2019) был представлен всего парой песен, репертуар второй группы Бутусова «Ю-Питер» не представлен вовсе. Список песен — грандиозный, но есть одна загвоздка. Вернувшись к репертуару «Нау», Бутусов перезаписал нетленки с новым составом музыкантов, и звучание, возможно, стало более чётким и качественным, но что-то из музыки ушло безвозвратно, манера солиста утратила юношеское отчаяние. Поэтому старые хиты «Нау» лучше слушать в оригинале».
С 2022 года Бутусов и «Орден Славы» проводят концертный тур к 40-летию «Наутилуса».
4 июня 2023 вышло видео с выступлением группы в программе канала НТВ «Квартирник у Маргулиса», при этом программа полностью состояла из песен Nautilus Pompilius.
В конце 2024 года группу покинул гитарист Вячеслав Суори. Новым гитаристом стал Михаил Кадурин.
10 апреля 2025 года выпущен второй альбом "Мертвец". 4 из 10 песен альбома ранее выходили в качестве синглов в 2020-2021 годах в других аранжировках

## Дискография
Альбомы
- 2017 — «Гудбай, Америка!»[a]
- 2019 — «Аллилуия»
- 2025 — «Плач Адама»
- 2025 — «Мертвец»

## Состав
- Вячеслав Бутусов — вокал, гитара, тексты, музыка (2017—настоящее время)
- Михаил Кадурин — гитара, акустическая гитара, соло партии (2025—настоящее время)
- Руслан Гаджиев — бас-гитара (2017—настоящее время)
- Дмитрий Рахматуллин — барабаны, перкуссия, бит (2022—настоящее время)

Бывшие участники
- Денис Маринкин — барабаны (2017—2022)
- Руслан Гаджимурадов — барабаны (2022)
- Вячеслав Суори — гитара, акустическая гитара, соло партии, электроника, клавишные и сэмплы инструментов (2017—2024)

## Клипы
- 2019 — «Дети сидят в интернете» (реж. Олег Ракович)
- 2020 — «Идиот» (реж. В. Пономарёв)

## Критика
Оценивая первый альбом группы «Аллилуия» (2019), Алексей Мажаев в рецензии для портала Indermedia в целом отметил творчество Бутусова и группы «Орден Славы»:
«При Бутусове остались проникновенная манера исполнения, здравый смысл, ироничное отношение к жизни — не так уж мало, чтобы по-прежнему быть интересным публике. Но нет больше поэта Кормильцева, распущены группы «Наутилус Помпилиус» и «Ю-Питер», а сопровождающий проект теперь многозначительно называется «Орден Славы». Возможно, весь этот ребрендинг должен был подчеркнуть, что в творчестве Вячеслава Бутусова наступил новый этап, и, пока публика ищет отголоски старых хитов, музыкант настойчиво ведёт слушателя к чему-то другому.
В аранжировках появилось больше благостных скрипок, флейт и детских хоров, а в текстах — религиозных отсылок. Вместо привычного определения «русский рок» стилистику альбома можно было бы назвать «христианским роком», хотя в наших палестинах этот жанр не слишком распространён. В целом же «Аллилуия» похожа на работу бравого ветерана, который находится в отличной физической форме, но не желает предаваться своим былым занятиям и даже вспоминать о них. Он нашёл новый путь и идёт по нему, не обращая внимания на то, что вместо прежней толпы его сопровождает небольшая горстка людей».